# Grappa

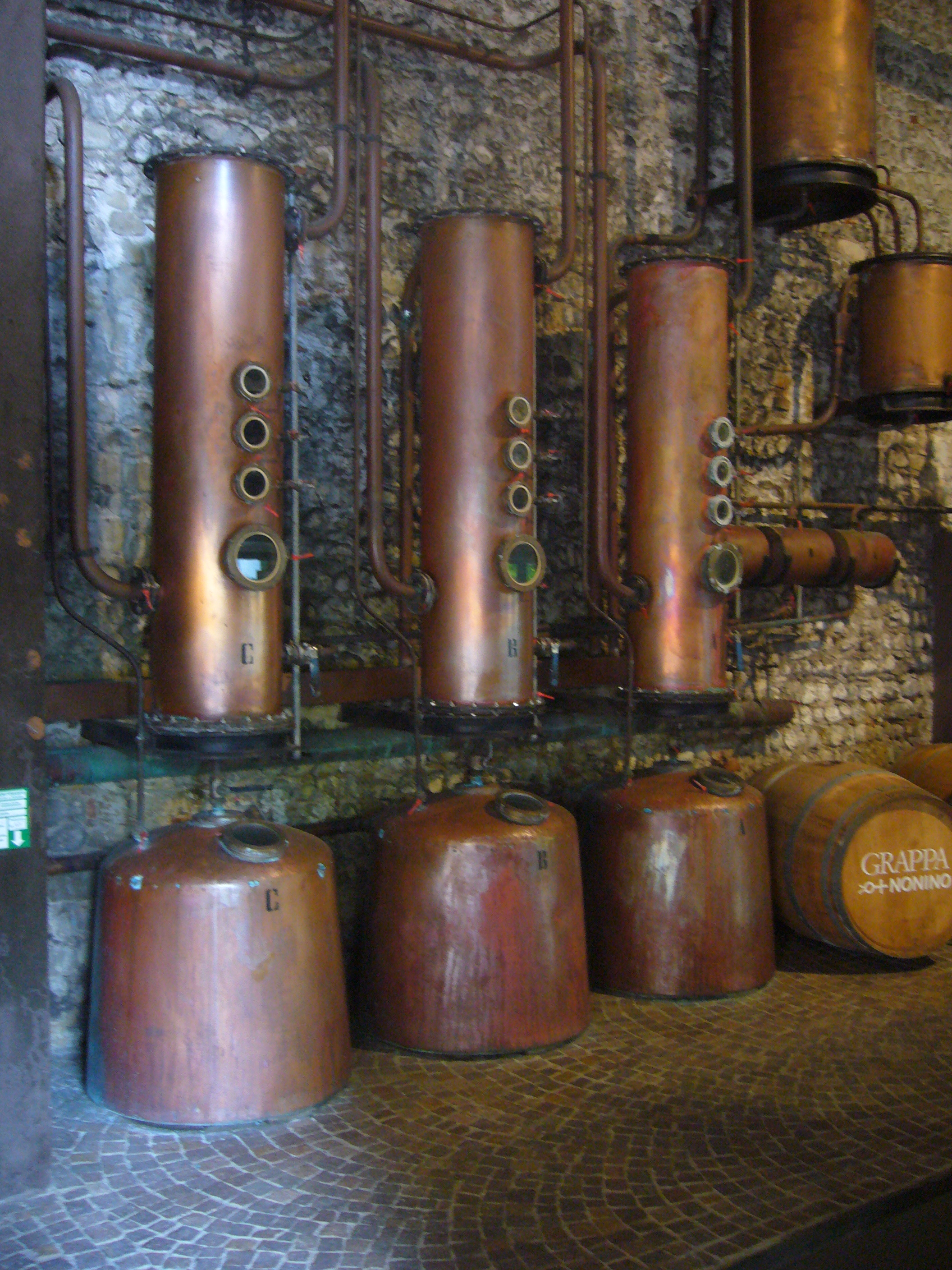
Dàn dụng cụ chưng cất Grappa

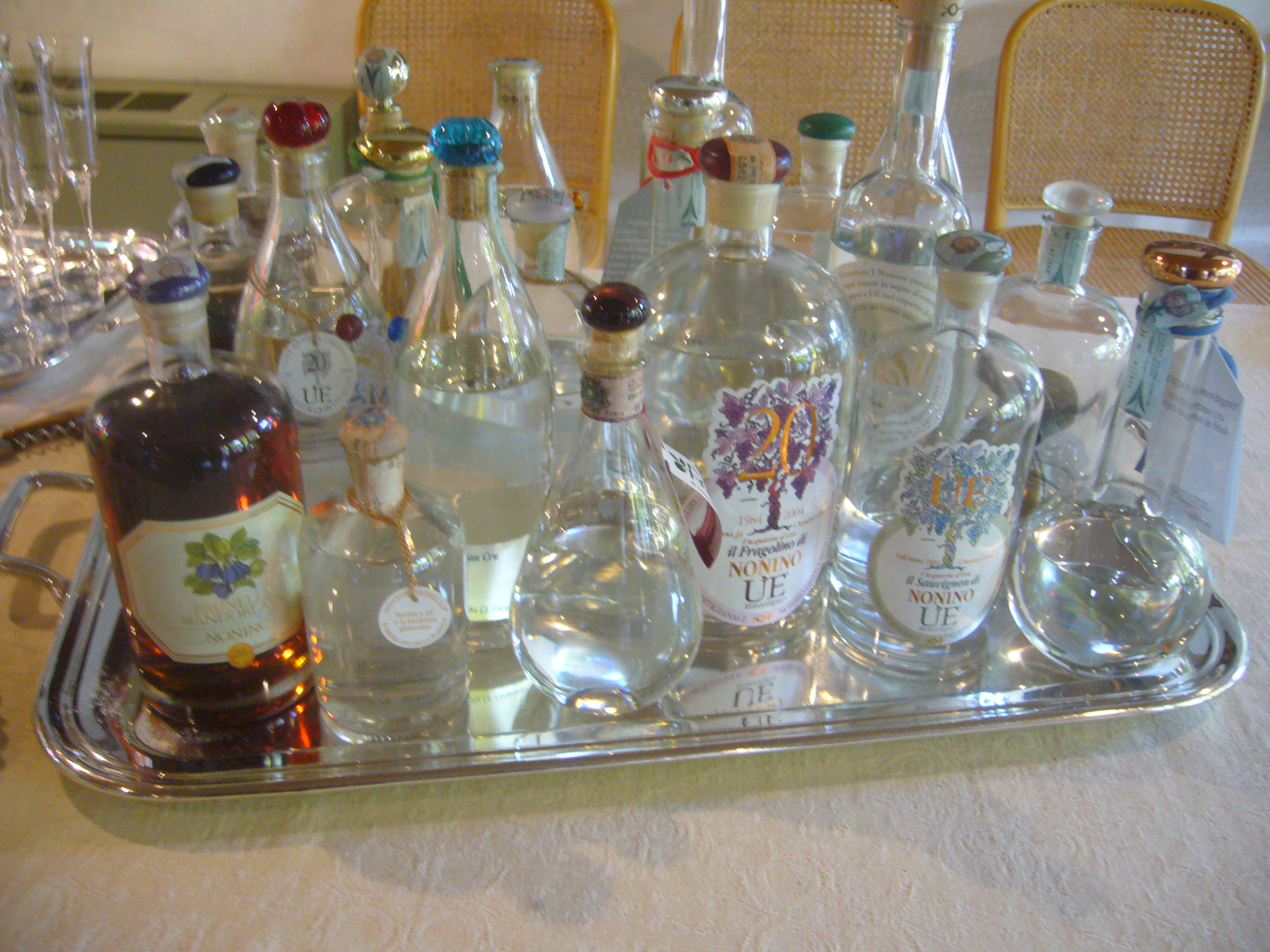
Một số loại Grappa

Grappa là rượu chưng cất từ bã nho của Ý và Thụy Sĩ Ý . Rượu này được chưng cất từ bã nho còn lại sau quá trình ép nho để làm rượu vang. Grappa có nồng độ cồn tối thiểu là 37,5 % theo thể tích. Nồng độ tối đa thường là 60 %, nhưng cũng có thể vượt quá 70 %. Các Grappa tốt nhất được làm từ bã nho đỏ. Gỗ của thùng chứa rượu ảnh hưởng tới màu sắc và hương vị rượu. Chẳng hạn grappa thùng gỗ anh đào thường ngọt ngào, những thùng gỗ sồi có một hương vị "khô" (dry) hơn. Grappa để lâu trong thùng gỗ hạt dẻ mang lại một màu nâu nhạt. Vì vỏ của trái nho trắng vẫn còn chứa đường, nó được đổ thêm nước nho vào và lên men. Sau đó rượu vang hình thành được chưng cất. Điều này tạo ra rượu nho chưng cất có màu trắng.